# Henrique IV de Castela
Henrique IV (Valladolid, 6 de janeiro de 1425 – Madrid, 12 de dezembro de 1474), chamado o Impotente, foi rei de Castela e de Leão de 1454 até sua morte em 1474. Seu reinado ficou conhecido por caos, devido a sua fraqueza e desmandos.

## Biografia

### Vida como príncipe
Henrique nasceu na antiga Casa de las Aldabasde na rua Teresa Gil, Valladolid. Ao nascer, Castela estava sob o controle de Álvaro de Luna, que tentou controlar as companhias e educação de Henrique. Entre os companheiros de sua juventude estavam Juan Pacheco, que seria seu confidente. As brigas, reconciliações e intrigas de poder entre os vários nobres, a guarda de Álvaro de Luna e os Infantes de Aragão, seriam constantes.
Em abril de 1425, três meses após o seu nascimento, Henrique seria empossado como o príncipe das Astúrias. Também em 10 de outubro de 1444 tornou-se o primeiro, e único, o príncipe de Jaén. Em 1445 a batalha de Olmedo censurou, o que iria contra o lado dos Infantes de Aragão.
Após a vitória em Olmedo o poder de Álvaro de Luna enfraqueceu, ganhando influência do lado do Infante D. Henrique e Juan Pacheco. Para contrariar a política de João II de Navarra, com o apoio de seu filho Carlos de Viana, herdeiro de Navarra, que havia se rebelado contra seu pai em 1450, recusando-se a ceder ao trono de Navarra. A favor de Álvaro de Luna que iria acabar com a sua prisão e execução em 1453.

### Início de reinado
Em 20 de julho de 1454, D. João II morreu; no dia seguinte, Henrique foi proclamado rei de Castela.
Já haviam conseguido retirar completamente a autoridade do trono. Aproveitaram a incrível imbecilidade de Henrique IV e as relações escandalosas entre sua segunda esposa Joana de Portugal e o favorito Beltrán de La Cueva. Aceitou reconhecer por herdeiro o irmão, o Infante Afonso, mas este morreu em 1468, envenenado como se crê. Os magnatas buscaram obter a coroa para Isabel, rejeitando a filha do rei, Joana, chamada «A Beltraneja» na suposição de que o verdadeiro pai era Don Beltrán.
Nessa ocasião, Isabel deu uma das provas mais precoces de suas grandes qualidades, recusando a coroa usurpada que lhe foi oferecida e declarando que nunca aceitaria o título de rainha enquanto vivesse o irmão. O rei, por outro lado, cometeu a tolice extraordinária de reconhecer Isabel como herdeira imediata, excluindo Joana. Os historiadores geralmente interpretam tal ato como reconhecimento implícito de sua própria desonra. Entretanto, mesmo que Joana tenha sido de fato sua filha, como juridicamente o era,  pode ter cedido à violência dos nobres, que desejavam dar a coroa imediatamente a Isabel, e buscou um compromisso tornando-a herdeira, como fez nas Bulas da Venta de los Toros, em Guisando, 19 de setembro de 1468.
Há um ano Isabel vivia em Segóvia, retirada da corte, que residia em Toledo. Depois da conclusão do pacto, esteve afastada do irmão, que tinha planos para seu casamento. Casou-se em 1469 com Fernando II de Aragão. Ainda tentou salvar o trono da filha, mas morreu sem resolver o problema.

## Casamentos e posteridade

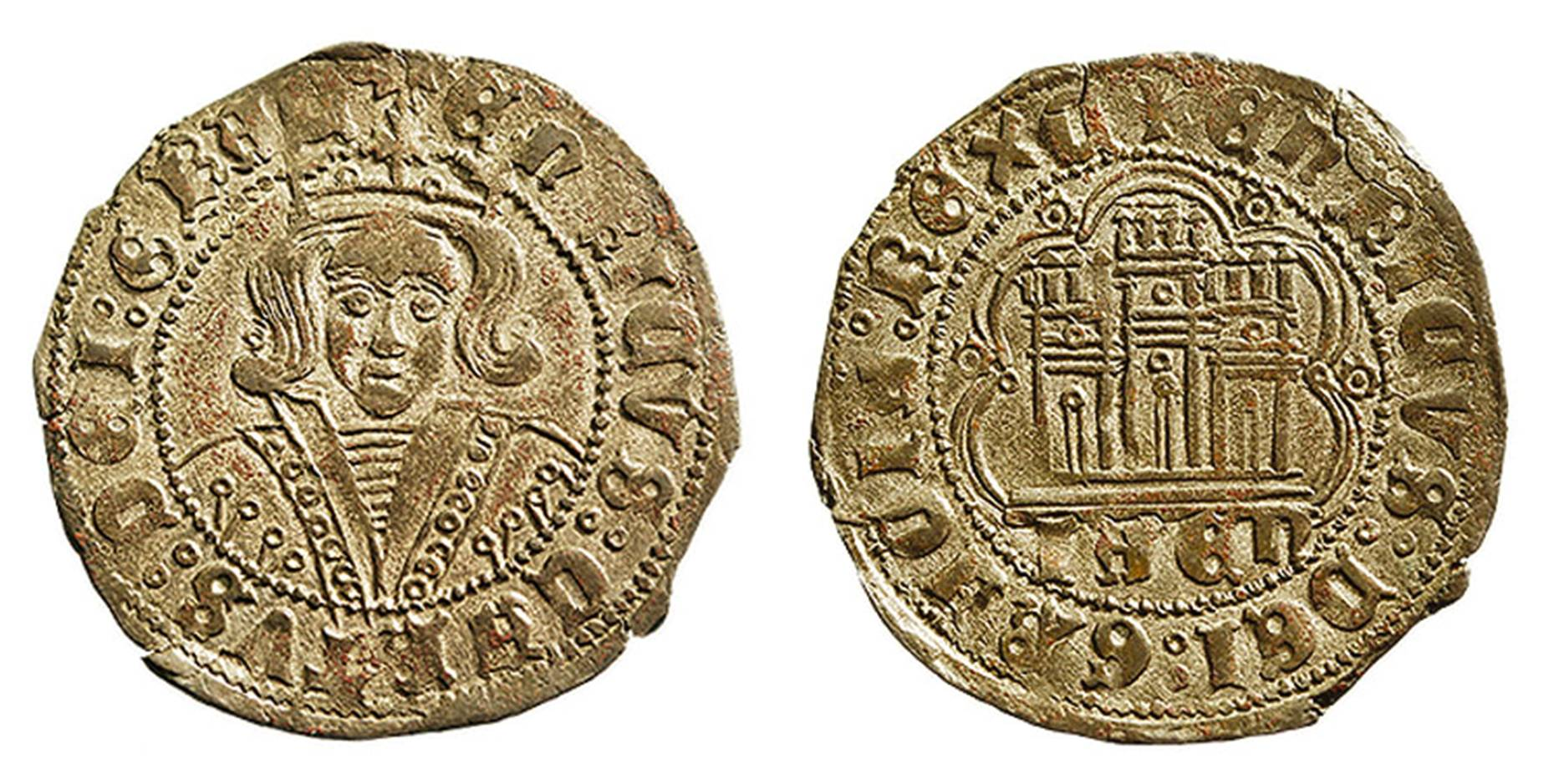
Cuartillo de Henrique IV criado em Jaén.

Casou em Valladolid em 16 de setembro de 1440 (data de 27 de julho de 1453 o divórcio por mútua impotência, estéril após 13 anos; por autoridade do Papa Nicolau V) com Branca de Aragão (nascida em Olite em 9 de junho de 1424-morta em 2 de dezembro de 1464 em Orthez, envenenada), filha de João II de Navarra, depois Rei de Aragão e de Branca de Navarra; era irmã do Príncipe de Viana.
Casou em Córdoba em 20 de maio de 1455 com Joana de Portugal (nascida na quinta do Monte Oliveto, nos arredores de Almada-Tojal em 31 de março de 1439 – morta em 13 de junho de 1475 em Madrid), filha do Rei Duarte I de Portugal e Leonor de Aragão e irmã do rei Afonso o Africano. Joana protegeu em sua fuga Luís Hurtado de Mendoza, que a levou a Buitrago, onde se reuniu com a filha Joana em 1468. Era bonita, ligeira, pouco recatada e amiga de prazeres. O rei era o elemento moderador, pacífico e tolerante. Discute-se se era impotente, se impotência seria absoluta ou episódica; e havia métodos de fecundação artificial então conhecidos. Quando do casamento em 1455, a licença do divórcio dada pelo Papa ainda não chegara. O Papa o autorizou a se divorciar e casar com Joana por quatro anos, com condição de lograr sucessão, depois do que deveria se apartar dela, obrigada a deixar o reino no prazo de quatro meses.  Joana nasceu três anos após o prazo convenido, quando o segundo matrimônio nem mais se considerava válido. A prova é que, em 30 de abril de 1462, doña Blanca de Navarra ainda se considerava esposa de Castela, de direito embora não de fato, legando diante de um notário o trono de Navarra e qualquer outro senhorio, rendas, direitos, a Henrique IV e seus sucessores. Esta é a única razão de ordem jurídica que desapossava dona Juana, sua filha, de seus direitos ao trono de Castela.
Joana nasceu em Madrid em 7 de março de 1462 (morrendo em 1530 em Coimbra ou Lisboa) chamada a Beltraneja, e foi Princesa das Astúrias. Paternidade disputada: Beltrán de la Cueva, odioso favorito, seria o pai, lenda espalhada pelo arcebispo Carrillo, inimigo pessoal da rainha afastada. O pai a fez jurar como primogênita da Coroa em Madrid em 9 de maio de 1462 pelas Cortes, pelos infantes don Alfonso e doña Isabel, e em Avila, em junho de 1465, como filha e herdeira legal e indiscutível sendo sua madrinha sua tia Isabel, posteriormente Isabel I de Castela. Em 4 de setembro de 1465 o rei ditou uma cédula, inspirada pelo Marquês de Villena, Juan Pacheco, que tinha o Infante D. Afonso seu irmão como herdeiro, caso Joana casasse. Em 1469 tentou-se seu casamento com Carlos de França (1446-1472), Duque de Berry em 1461, duque da Normandia em 1465; Duque da Guyenne ou Aquitânia de 1469 a 1472;  era filho de Carlos VII de França e irmão de Luís XI de França. Depois se pensou em casá-la com seu primo don Juan; com Henrique Fortuna, Infante de Aragão. Mas, morto seu pai Henrique IV de Castela, em 11 de dezembro de 1474, a irmã dele, Isabel foi proclamada (em Segovia) rainha de Castela. Henrique, revogando o Pacto de Guisando, havia resolvido proclamá-la herdeira de seus domínios. Apesar de solenemente jurada e proclamada herdeira em 26 de outubro de 1470,  todos se passaram para Isabel. Tinha apenas 12 anos quando da guerra civil. O arcebispo Carrillo, de Toledo, Zamora, Salamanca, o Marquês de Villena, o duque de Arévalo, o Marquês de Cadiz, o conde Ureña, o Mestre de Calatrava e outros nobres, que em vida do rei lhe tinham negado legitimidade, a defenderam. Eram poucos esses partidários mas pediram que seu tio Afonso V de Portugal (1432-1481) o Africano, rei de Portugal, seu tutor e defensor, casasse com ela. O casamento foi celebrado em 12 de maio de 1475 em Plasencia, sem consumar.

## Debates sobre sua saúde e sexualidade
Existem dúvidas se Henrique realmente foi impotente e a maternidade de Joana está longe de ser resolvida. Os depoimentos que afirmam que eles foram capazes de ter relações sexuais podem ser rotulados como partidários, enquanto sua impotência foi alegada por seus críticos, que viram sinais de que ela não poderia governar corretamente. Isabel foi preferida, e recebeu apoios por sua condição de herdeira. Sendo ambas mulheres, a legitimidade de Isabel como herdeira requeria a ilegitimidade de Joana como sua filha. Em tempos mais recentes o debate continua, pois Isabel ainda tem muitos adeptos, chegando a promover um processo de beatificação em seu nome.